# Jan Wuytens
Jan Wuytens (* 9. Juni 1985 in Hechtel) ist ein ehemaliger belgischer Fußballspieler.

## Karriere

### Verein
Wuytens spielte bereits in Amateurjugendteams, ehe er in die Nachwuchsabteilung des belgischen Topvereins RSC Anderlecht kam. Im Alter von 13 wechselte er bereits ins Ausland und schloss sich dem niederländischen Klub PSV Eindhoven an. Als er in den Profibereich wechseln sollte, transferierte man den Defensivspieler zu Ligakonkurrenten Heracles Almelo. Beim damaligen Aufsteiger kam er zur Saison 2005/06 zu seinem Eredivisie-Debüt und erhielt einige Ligapraxis. Im Jahr darauf war er wieder öfter auf der Ersatzbank zu finden, schaffte dann aber 2007/08 den Durchbruch und bestritt dreißig Ligapartien für sein Team. 2008/09 erzielte Wuytens dann seinen ersten Eredivisie-Treffer. Insgesamt fünf sollten es diese Spielzeit werden. Diese Leistungen blieben auch den anderen niederländischen Teams nicht unbeachtet. So wurde im Sommer 2009 bekannt, dass der Abwehrspieler zum FC Utrecht wechseln.

### Nationalmannschaft
Wuytens war Nationalspieler der belgischen U21. 2006 qualifizierte er sich mit seiner Mannschaft für die Endrunde der U-21-Fußball-Europameisterschaft 2007 in den Niederlanden. Durch ein 1:1-Unentschieden, bei dem Wuytens die rote Karte erhielt und einem 4:1-Erfolg im Rückspiel ebnete man den Weg. Allerdings wurde der Verteidiger für die Endrunde nicht mehr bedacht und somit verpasste er die Junioren-EM.

## Wissenswertes
- Wuytens ist der Onkel seines AZ-Teamkameraden Stijn Wuytens, mit dem er auch schon beim PSV Eindhoven spielte und dessen jüngerem Bruder Dries Wuytens, welcher in der Jugendabteilung des PSV spielt